# Духота Тарас Григорович
Тара́с Григо́рович Духота́ (22 лютого 1922 — 19 серпня 2002) — український кіноінженер.

## Біографія
Народився 22 лютого 1922 р. Закінчив Київський інститут кіноінженерів (1948). 
Працював у Тернопільському, Київському управліннях кінофікації, начальником ВТК Київської кіностудії ім. О. П. Довженка, директором виробничого комбінату Київського міського управління кінофікації, начальником техвідділу Держкіно УРСР, директором комбінату «Укррекламфільм».
Автор книг:
- «Стереокіно» (К., 1955),
- «Шкільний гурток кіномеханіка» (К., 1957),
- «Помічник кіномеханіка» (К., 1961),
- «Демонстратор вузькоплівкового кіно»
- «Помощник киномеханика» (М., 1964),
- «Кіно сьогодні і завтра» (К., 1966), ряду проектів кіноустановок й раціоналізаторських винаходів.

Нагороджений медалями і значком «Отличник кинематографии СССР». 
Був членом Національної спілки кінематографістів України.
Помер 19 серпня 2002 р. в Києві.